# Salis (reggimento)
Salis fu un reggimento di fanteria svizzero assoldato dalla Repubblica di Venezia durante la guerra di Morea, attorno al 1716; un reggimento Salis, sempre di fanteria svizzero, prestò servizio al soldo dei Savoia durante il regno di Carlo Emanuele III, cambiando poi nome quando cambiò il colonnello, divenendo "Sprecher".
Ricordando che nel XVII e XVIII secolo era usuale che famiglie agiate usassero "offrire" i propri servigi in campo militare ai vari stati, creando appositi reparti reclutati tramite il sistema delle "capitolazioni", in special modo in ambito tedesco, svizzero o irlandese, con un sistema che rendeva il mercenariato un'attività lecita, sono da verificare eventuali omonimie fra i colonnelli proprietari che davano il nome ai suddetti reparti, piuttosto che non si tratti della stessa persona od ancora di membri della stessa famiglia.